# Scooby-Doo i oporny wilkołak
Scooby-Doo i oporny wilkołak (ang. Scooby-Doo and the Reluctant Werewolf) – amerykański animowany film komediowy grozy w reżyserii Raya Pattersona z 1988 roku. Czwarty film animowany z serii Scooby Doo. Powstał w ramach serii telewizyjnych filmów pełnometrażowych pt. Hanna-Barbera Superstars 10.
Film emitowany w Polsce na antenie Cartoon Network i Boomerang w Kinie CN i Kinie Boomerang.

## Fabuła
Kudłaty zdobywa sukcesy jako kierowca rajdowy. Tymczasem w Transylwanii książę Drakula jak co roku organizuje zlot potworów. On i jego goście są wściekli, ponieważ wilkołak przeszedł na emeryturę i zamieszkał na Florydzie. Bez jednego z najsławniejszych potworów nie jest możliwy do zrealizowania wyścig, którego zwycięzca zostaje obwołany potworem roku. Na pomoc przybywa sługa Drakuli – Wolfgang z Księgą Rekordów Grozy z opisem stworzenia nowego wilkołaka. Według niej następcą wilkołaka może zostać Kudłaty, nazwany przez Drakulę błędnie Łatym Kudem, i tylko jedynie podczas nadchodzących trzech nocy. W tym celu zostają wysłane do Stanów Zjednoczonych dwa garbusy – Trzask i Prask.
Będąc pod domem Kudłatego Trzask i Prask omawiają plan przemiany Kudłatego w wilkołaka, który podsłuchuje Scooby. Sabotuje on pierwszą próbę zamiany, zabierając Kudłatego sądzącego wraz z Scrappym, że Scooby wpadł w paranoję po horrorze obejrzanym w telewizji. Kolejnej nocy Kudłaty z psami udaje się do sklepu, śledzeni przez Trzaska i Praska. Jednak i ta próba kończy się fiaskiem. Następnej nocy Kudłaty umawia się na randkę ze swoją dziewczyną Googie do kina samochodowego i zabiera ze sobą psy. Tam w końcu garbusom udaje się zamienić Kudłatego w wilkołaka. Jednak w wyniku skutku ubocznego Kudłaty zmienia postać podczas notorycznej czkawki. Nieświadomy niczego Kudłaty budzi przerażenie wśród widzów kina i ściga go policja. Gdy do niego dociera prawda, już w postaci wilkołaka ucieka wraz z psami i Googie z kina.
Wkrótce usypiają i garbusy porywają ich. W Transylwanii Kudłaty początkowo myśli, że to zły sen, a potwory są przebierańcami i wyśmiewa ich wygląd. Z tego powodu wybucha kłótnia pomiędzy potworami, którą przerywa Drakula uświadamiający Kudłatego, psy i Googie, że to nie sen. Mówi im, że Kudłaty weźmie udział w wyścigu potworów i chce go przekonać atrakcyjnymi nagrodami. Dziewczyna Drakuli – Vann Pira będąca komentatorką i showgirl mówi, że zwycięzca otrzyma puchar potwora roku i miesiąc wakacji w Kalkucie, a zdobywca drugiego miejsca dwa tygodnie na Hawajach. Kudłaty wciąż odmawia, wobec czego Drakula go więzi.
Kudłaty, Googie i psy próbują kilkukrotnie uciec. W końcu na imprezie dyskotekowej w zamku Drakuli Kudłaty zgadza się na uczestnictwo w wyścigu, gdy Drakula obiecuje mu przywrócić ludzką formę, pod warunkiem wygrania. Następnego dnia po śniadaniu Drakula pokazuje Kudłatemu mapę toru wyścigowego najeżonego pułapkami. Jako że wyścigówka wilkołaka jest przerabiana, paczka Kudłatego decyduje się wypróbować jego samochód do przetestowania trasy. Drakula wraz z Trzaskiem i Praskiem utrudnia im jazdę, jednak samochód pokonuje wszystkie przeszkody.
Drakula zleca celowe uszkodzenie wyścigówki wilkołaka i zmienia w ostatniej chwili trasę, by uniemożliwić wygraną Kudłatemu i mieć go przy sobie przez najbliższe lata. Wysyła też Trzaska i Praska, by uniemożliwili spokojny sen Kudłatego, co im się nie udaje. Gdy rozpoczyna się wyścig, Kudłaty obawia się, że Drakula mógł naszykować pułapki. Googie mówi mu, że ona i Scrappy pojadą samochodem Kudłatego przed startem i będą go informować przez radio. W wyścigu oprócz Kudłatego i Scooby’ego udział biorą Frankenstein ze swą żoną Repulsą, Błotniak, siostry wiedźmy, kościotrup, mumia, dr Szakal vel Mr. Night oraz Ważka.
Gdy rozpoczyna się wyścig, Drakula dalej kontynuuje sabotowanie jazdy Kudłatego. Ten zauważa, że z wyścigówką jest coś nie tak i udaje mu się ją naprawić przejmując prowadzenie. Mimo wielokrotnych przeszkód ze strony Drakuli i garbusów, Kudłatemu i Scooby’emu udaje się wyjść z opresji dzięki intuicji i pomocy Googie i Scrappy’ego. Wkrótce i inni uczestnicy wyścigu próbują przeszkodzić Kudłatemu i Scooby’emu w wygranej. Nie mogąc znieść dobrej passy Kudłatego Drakula decyduje wypuścić wielką małpę imieniem Dżyngis Kong. W ostatniej chwili Kudłaty i Googie wspólnymi siłami pokonują Dżyngis Konga i zrzucają go na resztę zawodników. Daje to Kudłatemu wygraną w wyścigu.
Drakula nie mogąc pogodzić się z porażką odmawia spełnienia obietnicy danej Kudłatemu, wmawiając mu, że zdjęcie uroku jest niemożliwe. Zaskoczona Vanne Pira niechcący ujawnia blef Drakuli mówiąc, że w Księdze Rekordów Grozy jest to możliwe. Scooby chwyta w zęby księgę i wraz z Kudłatym, Googie i Scrappym ucieka. Wściekły Drakula wraz z garbusami ściga zbiegów swym prywatnym samochodem i samolotem. Ostatecznie Kudłatemu i jego przyjaciołom udaje się pokonać Drakulę i wrócić do Stanów Zjednoczonych. W domu Kudłaty z pomocą księgi znowu staje się człowiekiem i świętuje z przyjaciółmi zwycięstwo. Tymczasem Drakula w towarzystwie Trzaska i Praska z trudem przybywa do Stanów Zjednoczonych przysięgając zemstę.

## Obsada głosowa
- Casey Kasem – Kudłaty / Łaty Kud
- Don Messick –
  - Scooby Doo,
  - Scrappy Doo
- Hamilton Camp – książę Drakula
- B.J. Ward –
  - Googie,
  - Repulsa
- Frank Welker –
  - Trzask,
  - uczestnik wyścigu w Tyler,
  - kogut
- Rob Paulsen – Prask
- Pat Musick – Vanne Pira
- Jim Cummings –
  - Frankenstein,
  - Dżyngis Kong
  - Pająk-Potwór
- Joan Gerber –
  - wysoka wiedźma,
  - niska wiedźma,
  - kobieta w sklepie
- Alan Oppenheimer – Mumia
- Brian Stokes Mitchell – Kościotrup
- Ed Gilbert –
  - Dr Szakal / Mr. Night,
  - Narrator
- Mimi Seaton – jeden z widzów w kinie samochodowym

## Wersja polska
Opracowanie: Master Film
Reżyseria: Ilona Kuśmierska
Dialogi: Stanisława Dziedziczak
Dźwięk: Małgorzata Gil
Montaż: Paweł Siwiec
Kierownictwo produkcji: Dorota Suske
Wystąpili:
- Jacek Bończyk – Kudłaty / Łaty Kud
- Ryszard Olesiński – Scooby Doo
- Jacek Rozenek – hrabia Drakula
- Elżbieta Bednarek – Googie
- Cezary Kwieciński – Scrappy Doo
- Mieczysław Morański – Trzask
- Wojciech Paszkowski – Prask
- Anna Majcher – Vanne Pira
- Jan Pęczek – Frankenstein
- Katarzyna Skolimowska –
  - Repulsa,
  - niska wiedźma,
  - kobieta w sklepie
- Andrzej Arciszewski – Błotniak
- Mirosława Krajewska – wysoka wiedźma
- Marek Bocianiak –
  - Kościotrup,
  - uczestnik wyścigu w Tyler,
  - policjant,
  - sprzedawca w kinie samochodowym
- Maciej Czapski –
  - Mumia
  - dr Szakal / Mr. Night,
  - potwór w horrorze,
  - Pająk-potwór
- Janusz Wituch –
  - Ważka,
  - Wolfgang,
  - jeden z widzów w kinie samochodowym
- Tadeusz Borowski –
  - Narrator,
  - Dżyngis Kong
- Jolanta Wilk –
  - kobieta w horrorze,
  - jeden z widzów w kinie samochodowym
- Ilona Kuśmierska – jeden z widzów w kinie samochodowym

Teksty piosenek: Andrzej Brzeski
Opracowanie muzyczne: Eugeniusz Majchrzak
Śpiewał: Krzysztof Pietrzak
Lektor: Maciej Gudowski